# مهدي حسيني
مهدي حسيني (16 سبتمبر 1993 في إيران - ) هو لاعب كرة قدم إيراني في مركز الوسط. لعب مع نادي صبا قم.

## وصلات خارجية
- مهدي حسيني على موقع قاعدة بيانات كرة القدم.إي يو (الإنجليزية)